# 이사키촌 (아이치현)
이사키촌(井崎村)은 아이치현 하즈군에 설치되었던 촌이다. 현재의 니시오시에 해당한다.